# Megaselia sokotrana
Megaselia sokotrana är en tvåvingeart som beskrevs av Rudolf Beyer 1965. Megaselia sokotrana ingår i släktet Megaselia och familjen puckelflugor. Inga underarter finns listade i Catalogue of Life.